# Стіг Ларссон
Стіг Ларссон (швед. Karl Stig-Erland Larsson; 15 серпня 1954, Шеллефтегам, Швеція — 9 листопада 2004, Стокгольм, Швеція) — шведський журналіст і письменник. Найбільше відомий написанням детективної трилогії «Міленіум», яка була опублікована після його смерті. Перший роман із серії «Чоловіки, що ненавидять жінок» (в англійському виданні назва «The Girl with the Dragon Tattoo» — «Дівчина з татуюванням дракона») отримав премії Ентоні, Баррі, Мекавіті, «Скляний ключ».
Ларссон у 2008 році був другим автором у світі за продажами. У травні 2010-го року було продано понад 27 млн примірників його трилогії «Міленіум» в усьому світі, через п'ять місяців ця кількість виросла до 46 млн, і досягла 65 млн у грудні 2011 року.

## Життєпис
Народився 15 серпня 1954 року в Шеллефтегамі, лен Вестерботтен, Швеція. Батько Стіга був художником «Вестерботтенс-кур'є», місцевої щоденної газети. Коли народився Стіг, його батькам було по 17 років. Перші дев'ять років свого життя Стіг прожив з бабусею, матір'ю батька, і дідусем. Потім він переїхав до батьків, у яких на той час народився ще один син. Дідусь Стіга по материнській лінії був антинацистом. У 1940 році він був відправлений до табору для інтернованих «Стуршен», розташованого на півночі Швеції. Хоча існуюють сумніви в цьому через заперечення такого від батька Стіга.
У 16 років Ларссон пішов з дому. У 18 років на зустрічі, яка проводилася шведською організацією, створеною на підтримку Національного фронту визволення Південного В'єтнаму, він познайомився з Євою Габріельссон, яка стала потім супутницею життя до самої його смерті.
Ларссон був активістом Соціалістичної партії Швеції, редагував шведський часопис «Четвертий інтернаціонал». Також він регулярно дописував у щоденній газеті «Інтернаціонал». У 1987 році вийшов з партії, коли не захотів захищати соціалістичні режими сумнівного демократичного змісту.
Був головою шведського клубу любителів наукової фантастики.
У 1977 році Ларссон брав участь у підготовці жіночих партизанських загонів Народного фронту визволення Еритреї — вчив, як поводитися з гранатометом. Але був змушений залишити цю діяльність через хворобу нирок. Після повернення до Швеції працював з 1977 по 1999 роки графічним дизайнером у найбільшому шведському новинному агентстві «Tidningarnas Telegrambyrå».
У 1981 році разом з Євою Ґабріельссон прибув у звільнену Гренаду, де вони вивчали розвиток революції, досвід сільськогосподарських кооперативів, жіночих організацій і зустрічалися з різними діячами революційного уряду, в тому числі, з Морісом Бішопом. А після повернення на батьківщину брали участь у створенні організації шведсько-гренадської солідарності.
З 1982 року Ларссон працював скандинавським представником британської антифашистської газети «Searchlight», заснував шведську організацію «Експо», створену для протидії поширенню крайніх правих, расистських і нацистських поглядів серед молоді, був видавцем однойменного часопису.
Ларссон написав книгу «Правий екстремізм», а також читав лекції та брав участь у публічних дебатах про право-екстремістські організації у Швеції. У співавторстві з Мікаелем Екманом написав дослідження «Шведські демократи: національний рух» та «Шведські демократи: погляд зсередини».
Стіг Ларссон помер 9 листопада 2004 року від інфаркту міокарда.

## Документальні праці
- Стіг Ларсон, Анна-Лєна Лоденіус. Правий радикалізм (швед. Extremhögern), Стокгольм, 1991;
- Стіг Ларссон, Мікаель Екман. Шведські демократи: національний дух (швед. Sverigedemokraterna: den nationella rörelsen), Стокгольм, 2001 ;
- Стіг Ларссон, Сесілія Інгланд. Дебати щодо честі: Фемінізм або фашизм (швед. Debatten om hedersmord: feminism eller rasism), Стокгольм, 2004;
- Річард Слятт, Марія Блюмквіст, Стіг Ларссон, Давид Лагерльоф. Шведські демократи: погляд зсередини (швед. Sverigedemokraterna från insidan), 2004.

## Художні твори
- Чоловіки, що ненавидять жінок (швед. Män som hatar kvinnor, в англійському виданні назва «The Girl with the Dragon Tattoo» — «Дівчина з татуюванням дракона»), 2005.
- Дівчина, що гралася з вогнем (швед. Flickan som lekte med elden), 2006.
- Повітряний замок, що вибухнув (швед. Luftslottet som sprängdes), 2007.
- Дівчина у павутині (швед. Det som inte dödar oss), 2015 — рукопис Стіга Ларссона завершений Давидом Лаґеркранцем[6].

Українською
- Дівчина, що гралася з вогнем: міленіум: скандинавський гостросюжетний роман. Переклад Володимира Верховеня. — Харків: Фоліо, 2011. — 829 с. ISBN 978-966-03-5421-0[7]
- Повітряний замок, що вибухнув: міленіум: скандинавський гостросюжетний роман. Переклад Володимира Верховеня. — Харків: Фоліо, 2011. — 894 с. ISBN 978-966-03-5487-6[8]
- Чоловіки, що ненавидять жінок: міленіум: скандинавський гостросюжетний роман. Переклад Володимира Верховеня. — Харків: Фоліо, 2010. — 702 с. ISBN 978-966-03-5354-1[9]

## Екранізації творів
- 2009 — «Дівчина з татуюванням дракона» / «Män som hatar kvinnor» — шведська екранізація[10];
- 2009 — «Дівчина, яка грала з вогнем» / «Flickan som lekte med elden» — шведська екранізація[11];
- 2009 — «Дівчина, яка підривала повітряні замки» / «Luftslottet som sprängdes» — шведська екранізація[12];
- 2010 — «Міленіум» / «Millenium» — шведська екранізація[13];
- 2011 — «Дівчина з татуюванням дракона» / «The Girl with the Dragon Tattoo» — голлівудська екранізація[14];
- 2018 — «Дівчина в павутинні» / «The Girl in the Spider's Web» — голлівудська екранізація[15].